# Shinshi Doumei Cross
Shinshi Doumei Cross (jap. 紳士同盟†, Shinshi Dōmei Kurosu, dt. „Allianz der Gentlemen“ ist gleichzeitig der deutsche Untertitel) ist ein Shōjo-Manga von Arina Tanemura. Er ist den Genres Romanze und Komödie zuzuordnen.

## Handlung
Haine Otomiya ist in Shizumasa Togu verliebt. Als sie erfährt, dass Shizumasa auf die „Kaiserliche Privatakademie“ geht, strebt sie auch eine Aufnahme an dieser bekannten Akademie an. Dies schafft sie auch, doch als Ex-Yankee hat sie es nicht leicht, sich auf einer Schule zurechtzufinden, in die normalerweise nur Jugendliche der Oberschicht aufgenommen werden. Zu allem Überfluss ist ihr Schwarm Shizumasa auch noch in der Gold-Klasse und Präsident des Schülerrates der Oberstufe, weshalb er von allen ehrfurchtsvoll als „Kaiser“ angeredet wird. Trotzdem versucht sie alles nur Erdenkliche, um ihrem Liebsten näherzukommen, und langsam zeichnen sich erste Fortschritte ab.
Nach und nach klärt sich, warum sich Haine in Shizumasa verliebt hat. Doch je näher sie dem Kaiser steht, desto mehr wird sie in die Intrigen und Pläne der Reichen hineingezogen. Auch muss sie erfahren, dass der Kaiser nicht der ist, der er vorgibt zu sein. Haine erkennt, dass sie auch den Zwillingsbruder von Shizumasa, Takanari Togu, liebt.

## Charaktere
Haine Otomiya (乙宮 灰音)
Das 15-jährige Mädchen Haine Otomiya war früher ein Kind der Familie Kamiya. Aus Gründen, die sich erst im Laufe der Geschichte herauskristallisieren, wurde die damals 10-jährige Haine zur Adoption freigegeben und an die Familie Otomiya „verkauft“. Dies war ein sehr großer Schock für Haine, ihre Reaktion darauf war, sich als Yankee jede Nacht aus unerfindlichen Gründen mit jemandem zu prügeln. Shizumasa gabelte die verzweifelte Haine an einer Straßenecke auf und verschaffte ihr neuen Mut, um wieder ein geregeltes Leben zu führen. Dieses Ereignis ermunterte Haine dazu, auch auf die Kaiserliche Akademie zu gehen. Haine wurde schließlich zu einem lebensfrohen Mädchen, das immer direkt sagt, was sie denkt. Sie ist sehr fleißig und bereit, für ihre Ziele zu kämpfen. Ihre Aufgabe im Schülerrat ist es, als Leibwächterin den Kaiser zu beschützen. Außerdem hat Shizumasa sie zu seiner „Alibigeliebten“ gemacht und sie somit in die Platinklasse erhoben. Als sie erfährt, dass ihre Freundin Ushio mehrere Liebschaften mit Schülern der Akademie hat, stellt Ushio ihr ein Ultimatum: entweder sie oder die anderen. Sie entscheidet sich für Ushio, um diese zu „retten“. Später erfährt Haine, dass Shizumasa in Wirklichkeit Takanari Togu ist, der Zwillingsbruder von dem „echten“ Shizumasa. Anfangs hat sie Gefühle für beide Brüder, doch als sie herausfindet, dass Takanari der wahre Autor des Kinderbuches Das unvergessene Lied der Hexe ist, entscheidet sie sich für Takanari. Als Haine ihm ihre Liebe gesteht, steht nicht Takanari mit dem Rücken zu ihr, sondern Shizumasa, der daraufhin Takanari, der aus der Tür hinter Haine angerannt kommt, um Haine vor Shizumasa zu beschützen, entführen lässt. Am nächsten Tag verkündet Shizumasa die Verlobung von ihm und Haine. Haine sucht verzweifelt nach Takanari und bekommt einen entscheidenden Hinweis von Takanaris Tante, die eine Doppelgängerin von der wahren Mutter von Takanari und Shizumasa ist, da die Mutter schon gestorben ist, die um ihre Hilfe bittet, ihn zu befreien. Am Verlies weigert sich Takanari zu fliehen, da er das letzte Glück seines Bruders nicht wegnehmen will (also Haine). Außerdem erfährt sie, dass sie nicht die leibliche Tochter ihres Vaters Kazuhito Kamiya ist, sondern die Tochter von Itsuki Otomiya, dem Mann, der sie adoptiert hat. Im Prinzip hat er also seine eigene Tochter gekauft.
Shizumasa Togu (東宮 閑雅, Tōgū Shizumasa)
Shizumasa Togu ist der Vorsitzende des Schülerrats der Kaiserlichen Privatakademie und außerdem der Erbe des erfolgreichen Togu-Konzerns. Als Kind hat Haine ihm ihre Liebe gestanden und einige Jahre später versprach er ihr, sich auch in sie zu verlieben. Doch auf Grund einer schweren Krankheit ist es ihm nicht möglich die Schule zu besuchen. Somit kann er weder seinen familiären noch schulischen Pflichten nachkommen noch Haine treffen, in die er mittlerweile tatsächlich verliebt ist. Offiziell hat Shizumasa-sama das Kinderbuch Das unvergessene Lied der Hexe geschrieben. Später weiß man, dass er unter Leukämie leidet und schon von Anfang an geplant hat zu sterben.
Takanari Togu (東宮 高成, Tōgū Takanari)
Der ältere Zwillingsbruder von Shizumasa ist sehr verschlossen und unnahbar. Er vertritt Shizumasa als Kaiser an der Akademie und lernt dort Haine kennen, die er zu seiner Platina macht, um ihr weh zu tun und damit seinem Bruder etwas zurückzuzahlen. Doch, als Haine ihm ihre Liebe und den Grund für ebendiese Liebe, nämlich sein Kinderbuch (das tatsächlich Takanari geschrieben hat), gesteht, beginnt er sich ebenfalls in sie zu verlieben und beschließt, um sie zu kämpfen. Einige Zeit später klärt Senri Takanari (nach der Entführung, im "Verlies") auf, dass sein Bruder unter Leukämie leidet und Takanaris Knochenmark braucht, um weiterleben zu können, weshalb er Haines Hilfe zu flüchten ablehnt, da er Shizumasas letztes Glück nicht wegnehmen will und Senri darum bittet, ins Krankenhaus zu fahren, um sein Knochenmark an Shizumasa zu spenden.
Ushio Amamiya (天宮 潮)
Ushio Amamiya ist Haines beste Freundin und zeitweise die einzige, der sie wirklich vertrauen kann. Sie ist eine stille Schönheit, die von allen Männern in der Schule bewundert wird. Sie wird auch „Fräulein Hortensie“ genannt. Im Schülerrat hat sie die Position der Generalsekretärin. Sie ist augenscheinlich in Haine verliebt, erkennt am Ende jedoch, dass sie sich nur an Haine gehalten hat, weil sie dachte, dass diese die einzige sei, die sie wirklich möge.
Maguri Tsujimiya (辻宮 真栗)
Maguri Tsujimiya ist der Vize-Präsident des Schülerrates. Zunächst ist er der Alibi-Geliebte des Kaisers, doch er wird durch Haine ersetzt und muss sich eingestehen, dass er durch die Zuneigung, die er für Shizumasa empfindet, nur seine wahren Gefühle – nämlich die Liebe zu Yoshitaka (Maora) – unterdrücken wollte.
Yoshitaka Ichinomiya (一ノ宮 由貴)
Der Junge kleidet sich wie ein Mädchen und wird deshalb auch zunächst von Haine für eines gehalten. Sein Spitzname ist Maora (まおら). Er ist zuständig für Planung und Finanzen im Schülerrat und besitzt ein Minischaf namens Okorimakuri. Seit er ein kleiner Junge war, ist Yoshitaka in Maguri verliebt. Außerdem hat er noch ein kleines Geheimnis, er ist nämlich auch der Postbote der Akademie.
Senri Narumiya (成宮 千里, Narimiya Senri)
Senri ist der Schularzt und gleichzeitig einer der Bodyguards des Kaisers. Er ist sehr an Ushio interessiert. Möglicherweise liebt er sie auch. Es stellt sich jedoch heraus, dass er eigentlich mit der wahren Mutter von Takanari und Shizumasas liiert war und nach ihrem Tod schwor er für immer im Dienste der Togus zu arbeiten. Er zieht seine Brille nie ab, weil ihn keiner außer Shoka, also der Mutter der Zwillinge, ohne seine Brille sehen soll. Die Doppelgängerin von Shoka ist ihre Zwillingsschwester.
Kusame Otomiya (乙宮 草芽)
Kusame Otomiya ist Haines Stiefbruder und ist gleichzeitig in diese verliebt. Er ist 14 Jahre alt und der Vize-Präsident des Schülerrates der Mittelstufe. Er ist der Freund von Haines leiblicher Schwester Komaki. Seit der Grundschule sammelt er Punkte um in die Silberklasse aufzusteigen.
Kazuhito Kamiya (香宮 和仁)
Kazuhito ist Tachibanas und Komakis Vater. Haine ist seine Stieftochter. Er war 39. Kaiser der Akademie und hat Isuki damals als Kaiser herausgefordert. Er hat die Platin-Klasse eingeführt und Maika zu seiner Platina ernannt.
Maika Kamiya (香宮 舞加)
Sie ist Haines Mutter und war die erste Platina. Sie hat Kazuhito damals kennengelernt, als sie Ballett tanzte und aus Versehen auf ihn fiel. Sie hatte damals auch ein Verhältnis mit Itsuki, und so kam Haine auf die Welt. Doch Itsuki galt als nicht zeugungsfähig, also war sie ein Wunder. Doch Maika hat es verheimlicht, dass Haine nicht von Kazuhito, sondern von Itsuki ist. Aber Kazuhito hat es später gemerkt, denn die Ähnlichkeit zu Itsuki war nicht zu übersehen. Als Haine "verkauft" wurde, verlor sie nach und nach ihr Gedächtnis.
Komaki Kamiya (香宮 小牧)
Komaki ist Haines jüngere Halbschwester. Sie ist Kusames Freund und unglaublich in ihn verliebt. Sie hat außerdem noch einen jüngeren Bruder, Tachibana.
Tachibana Kamiya (香宮 橘)
Tachibana ist Haines jüngerer Halbbruder und Komakis jüngerer Bruder. Er empfindet sehr viel für seine Schwester. Außerdem hat er eine feste Freundin.

## Veröffentlichung
Der Manga erschien in Japan von September 2004 bis November 2008 in Einzelkapiteln im japanischen Manga-Magazin Ribon des Verlags Shūeisha, das sich an junge Mädchen richtet. Die einzelnen Kapitel wurden auch in elf Sammelbänden herausgegeben. Zum Manga erschien im Juni 2008 auch ein Artbook.
Den Bänden wurden dabei zwei Kurzgeschichten angehängt die zuvor 2007 in Sondernummern der Ribon erschienen: in
Band 8 Das Mädchen Eve: 24 Stunden Apfelpflücken (少女イブ☆林檎じかけの24時, Shōjo Eve: Ringo Jikake no 24-ji) aus der Frühlings-Sonderausgabe 2007 und in Band 11 Der Ozean im Globus – Nocturne (海の地球儀・夜想曲, Umi no Chikyūgi: Nokutān) aus der Herbst-Sonderausgabe.
In Deutschland erschienen von März 2006 bis März 2009 alle Bände bei Tokyopop. Von 2016 bis Juli 2017 wurde der Manga in insgesamt sieben Sammelbänden bei Tokyopop neu veröffentlicht. Außerdem erschienen französische, englische und portugiesische Übersetzungen.

## Erfolg und Rezeption
Der Manga war in Japan kommerziell erfolgreich. Allein der letzte Sammelband verkaufte sich über 100.000 mal.
Bei Comic Radio Show wird die Serie als sehr schön gezeichnet, mit flüssiger Handlung beschrieben, aufgelockert durch witzige Szenen. Die Charaktere seien jedoch nur schwer auseinanderzuhalten.